# California Express
California Express (Without Reservations) è un film del 1946 diretto da Mervyn LeRoy.
È una commedia romantica statunitense con Claudette Colbert, John Wayne e Don DeFore. È basata sul romanzo inedito Thanks, God, I'll Take It from Here di Jane Allen e Mae Livingston.

## Trama
La scrittrice di successo Christopher "Kit" Madden parte alla volta di Los Angeles dove deve collaborare alla sceneggiatura di un film tratto dal suo ultimo romanzo, film che avrebbe dovuto essere interpretato da Cary Grant che si è ritirato all'ultimo momento. Nel viaggio in treno Kit conosce due marines: il capitano Rusty Thomas e il colonnello Dink Watson e pensa che Rusty sia un'ottima scelta come sostituto di Grant ma l'uomo è restio ad accettare la proposta.

## Produzione
Il film, diretto da Mervyn LeRoy su una sceneggiatura di Andrew Solt con il soggetto di Jane Allen e Mae Livingston (autori del romanzo), fu prodotto da Jesse L. Lasky per la RKO Radio Pictures e girato a Chicago, New York e a Chatsworth,in California con un budget stimato in 975.000 dollari. Il titolo di lavorazione fu Thanks, God, I'll Take It From Here.

## Distribuzione
Il film fu distribuito con il titolo Without Reservations negli Stati Uniti dal 13 maggio 1946 al cinema dalla RKO Radio Pictures.
Alcune delle uscite internazionali sono state:
- nel Regno Unito il 18 novembre 1946
- in Svezia il 10 febbraio 1947
- in Finlandia il 16 gennaio 1948 (Häväistysjuttu yöpikajunassa)
- in Spagna il 24 maggio 1948 (Sucedió en el tren)
- in Portogallo il 2 agosto 1948 (A Viajante Clandestina)
- in Danimarca il 6 settembre 1948 (Uden hæmninger)
- in Belgio (Billet pour Hollywood)
- in Grecia (Mia vradya stin agalia sou)
- in Francia (Sans réserve e New York-Los Angeles)
- in Brasile (Romance e Fantasia e Uma Escritora de Sucesso)
- in Italia (California Express)

### Critica
Secondo il Morandini "Le Roy ha la mano leggera e riesce, con una trama inconsistente, a costruire un film grazioso e abile". Secondo Leonard Maltin il film è un'"accattivante commedia romantica con alcuni divertenti attacchi verbali ad Hollywood e alcune sorprese dalle guest star".

### Promozione
Le tagline sono:
- "Claudette on a Pullman without a ticket...He-man Wayne aboard without a care!...Laugh-power setting for the screen's most sparkling gem of excitingly amorous adventure!".
- "Uh-oh! Danger Signals ahead!".
- "Transcontinental Romance - Unlimited!!!".